# Saarbrücken
Saarbrücken (Tiếng luxemburg là Saarbrécken, Tiếng pháp là Sarrebruck) là thủ phủ của bang Saarland thuộc nước Cộng hòa Liên bang Đức và là thành phố lớn duy nhất của bang này, được thành lập (từ năm 1909) trên cơ sở hợp nhất 3 thành phố lớn là Saarbrücken, St. Johann và Malstatt-Burbach.
Saarbrücken trước đây từng là trung tâm vận chuyển và công nghiệp của vùng than đá lớn, những nhà máy ở đây sản xuất sắt và thép, đường, bia, đồ gốm, dụng cụ quang học, máy móc và vật liệu xây dựng.
Ngày nay Saarbrücken là thành phố đại học, là trung tâm chính trị, kinh tế và văn hóa của bang Saarland.

## Trường Đại học Saarland
Trường Đại học Saarland (Universität des Saarlandes, viết tắt: UdS) là trường Đại học Tổng hợp lớn, đa ngành của nước Đức và cũng là trường đại học duy nhất của bang Saarland, được thành lập vào năm 1948. Trường Đại học Saarland hiện có 2 cơ sở ở Saarbrücken và Homburg. Hiện tại có khoảng 17.000 sinh viên đăng ký nhập học, số lượng sinh viên nước ngoài chiếm khoảng 17 phần trăm. Từ năm 2009 đến nay trường Đại học Saarland thực hiện chính sách miễn học phí đối với tất cả các bậc học.
Trường Đại học này có thế mạnh nghiên cứu lĩnh vực tin học, hệ thống phần mềm, y học, kinh tế học và luật học. Có rất nhiều Viện nghiên cứu lớn thuộc trường như Viện vật liệu mới Leibniz (Leibniz-Institut für Neue Materialien) thành lập năm 1987, Viện Max-Planck-Institut về công nghệ thông tin (Max-Planck-Institut für Informatik) thành lập năm 1990, Viện Max-Planck về hệ thống phần mềm thành lập năm 2004, Viện nghiên cứu dược phẩm mang tên Helmholtz (Helmholtz-Institut für Pharmazeutische Forschung Saarland (HIPS) thành lập năm 2009, Viện châu Âu (Das Europa-Institut Saarbrücken) thành lập năm 1951 chuyên đào tạo thạc sĩ luật học và thạc sĩ quản trị kinh doanh.

## Các trường Cao đẳng
Ngoài ra thành phố Saarbrücken còn là nơi có rất nhiều trường Cao đẳng nổi tiếng như trường Cao đẳng văn hóa (Hochschule der Künste Saar) thành lập năm 1989, trường Cao đẳng Công nghệ và kinh tế (Hochschule für Technik und Wirtschaft des Saarlandes) thành lập năm 1971, Cao đẳng Âm nhạc (Hochschule für Musik Saar) thành lập năm 1947.

## Văn hóa, địa điểm du lịch
Về văn hóa, thành phố Saarbrücken có nhà hát Saarland (Saarländisches Staatstheater) nổi tiếng, được xây dựng từ năm 1938 ở trung tâm thành phố, bảo tàng lịch sử thời tiền sử và cổ sử (Das Museum für Vor- und Frühgeschichte) ở Schlossplatz.
Ngoài ra thành phố còn có các công trình lịch sử như cung điện Saarbrücken (Schloss Saarbrücken), Tòa thị chính cổ (Das Alte Rathaus), các cây cầu cổ (Alte Brücke) nối hai bờ sông Saar được xây dựng từ năm 1546–1547.
Thành phố Saarbrücken có nhiều nhà thờ cổ và đẹp như nhà thờ dòng tin lành Ludwigskirche, được coi là biểu tượng của thành phố, được xây dựng từ năm 1762-1775, nhà thờ dòng thiên chúa Basilika St. Johann, được xây dựng năm 1754. Cả hai nhà thờ này đều được thiết kế bởi kiến trúc sư Friedrich-Joachim Stengel. Ngoài ra thành phố này còn có nhiều nhà thờ lớn khác như nhà thờ thánh Michael, nhà thờ Johaneskirche, nhà thờ St. Arnual.
Có nhiều địa điểm du lịch thú vị ở trong thành phố như Công viên thành phố (Stadtpark), lâu đài Saarbrücken (Saarbrücker Burg), vườn Pháp Đức (Deutsch-Französischer Garten), di sản văn hóa công nghiệp của thế giới Völklinger Hütte, chợ cổ St. Johanner Markt, vườn thú Saarbrücken, núi Brennender Berg ở Dudweiler.

## Sự kiện hàng năm
Thành phố cũng thường xuyên tổ chức các lễ hội, sự kiện lớn như lễ hội ngày thứ hai hoa hồng ở Burbach và Ensheim vào tháng hai; lễ hội tháng năm ở Burbach; lễ hội ánh sáng và hoa ở Vườn Pháp Đức vào tháng sáu; lễ hội âm nhạc mùa hè tổ chức ở các địa điểm khác nhau từ tháng bảy đến tháng 10; lễ hội dành cho những người đồng tính (Christopher-Street-Day) được tổ chức vào cuối tháng bảy đầu tháng tám; lễ hội chợ giáng sinh ở St. Johanner Markt từ đầu tháng 12 đến hết giáng sinh.

## Các món ăn đặc sản
Đặc sản của Saarbrücken nói riêng và bang Saarland nói chung là những món ăn như xúc xích Lyoner, bánh mỳ đôi Doppelweck, đồ ăn nướng Schwenkbraten, món salat Bettseichersalat. 
Ở Saarland, món thịt nướng và vật để nướng thịt (Tiếng Đức đều là Der Schwenker) rất nổi tiếng và là đặc trưng văn hóa ở đây. Bởi vậy nói đến Saarland và món thịt nướng, người Đức nhớ đến một câu tiếng Đức của người Saarland có âm điệu giống nhau nhưng diễn tả trọn vẹn ý nghĩa món đặc sản này: "Der Schwenker schwenkt den Schwenker auf dem Schwenker". Câu này có nghĩa là người Saarland(Der Schwenker) nướng (schwenkt) thịt (den Schwenker) trên chiếc lò nướng (auf dem Schwenker). Người Saarland có câu: "Gott lenkt, der Mensch denkt, der Saarländer schwenkt". Câu này có nghĩa rằng: "chúa trời sắp đặt, con người tư duy, người Saarland thì nướng thịt". Câu này ý muốn nói rằng việc nướng thịt là việc làm có tính truyền thống, đương nhiên ở nơi đây.
Saarland có nhiều nhà máy bia với những thương hiệu nổi tiếng như Karlsberg, Bruch, Donner, Großwald, Becker, Schloss.

## Nhân vật nổi tiếng
Đây cũng là quê hương của nhiều nhân vật nổi tiếng ở Đức như thủ hiến bang Rheinland-pfälz Peter Altmeier, nhà đạo diễn tài ba Max Ophüls, cựu thủ tướng Gerhard Schröder, ca sĩ Nicole, cầu thủ bóng đá Mike Frantz.

## Các vùng lân cận
Saarbrücken gần với thành phố Trier (quê hương của Karl Marx), thành phố Kaiserslautern, Karlsruhe and Mannheim. Ngoài ra Saarbrücken là cửa ngõ giao thông rất thuận tiện để đến Pháp và Luxembourg bằng tàu, xe buýt hoặc các phương tiện cá nhân.